# اکتاو انیگارسکو
اُکتاو اِنیگارِسکو (رومانیایی: Octav Enigărescu؛ زاده ۱۳ ژوئیهٔ ۱۹۲۴ – ۱۹۹۳) بازیگر اهل رومانی بود.
وی دانش‌آموختهٔ «دانشگاه ملی موسیقی بخارست» بود.
از فیلم‌ها یا مجموعه‌های تلویزیونی که وی در آن‌ها نقش داشته‌است، می‌توان به بادبان‌های برافراشته و گرز سه نشان اشاره نمود.